# Marshfield (Massachusetts)
Marshfield és una població dels Estats Units a l'estat de Massachusetts. Segons el cens del 2000 tenia 24.324 habitants.

## Demografia
Segons el cens del 2000, Marshfield tenia 24.324 habitants, 8.905 habitatges, i 6.598 famílies. La densitat de població era de 330,1 habitants/km².
Dels 8.905 habitatges en un 37,4% hi vivien nens de menys de 18 anys, en un 60,9% hi vivien parelles casades, en un 10,1% dones solteres, i en un 25,9% no eren unitats familiars. En el 20,9% dels habitatges hi vivien persones soles el 7,2% de les quals corresponia a persones de 65 anys o més que vivien soles. El nombre mitjà de persones vivint en cada habitatge era de 2,73 i el nombre mitjà de persones que vivien en cada família era de 3,2.
Per edats la població es repartia de la següent manera: un 27,4% tenia menys de 18 anys, un 5,7% entre 18 i 24, un 31,2% entre 25 i 44, un 26,2% de 45 a 60 i un 9,5% 65 anys o més.
L'edat mediana era de 37 anys. Per cada 100 dones de 18 o més anys hi havia 91,6 homes.
La renda mediana per habitatge era de 66.508 $ i la renda mediana per família de 76.541$. Els homes tenien una renda mediana de 51.600 $ mentre que les dones 35.975$. La renda per capita de la població era de 28.768$. Entorn del 3,8% de les famílies i el 5,4% de la població estaven per davall del llindar de pobresa.